# Der Rubin

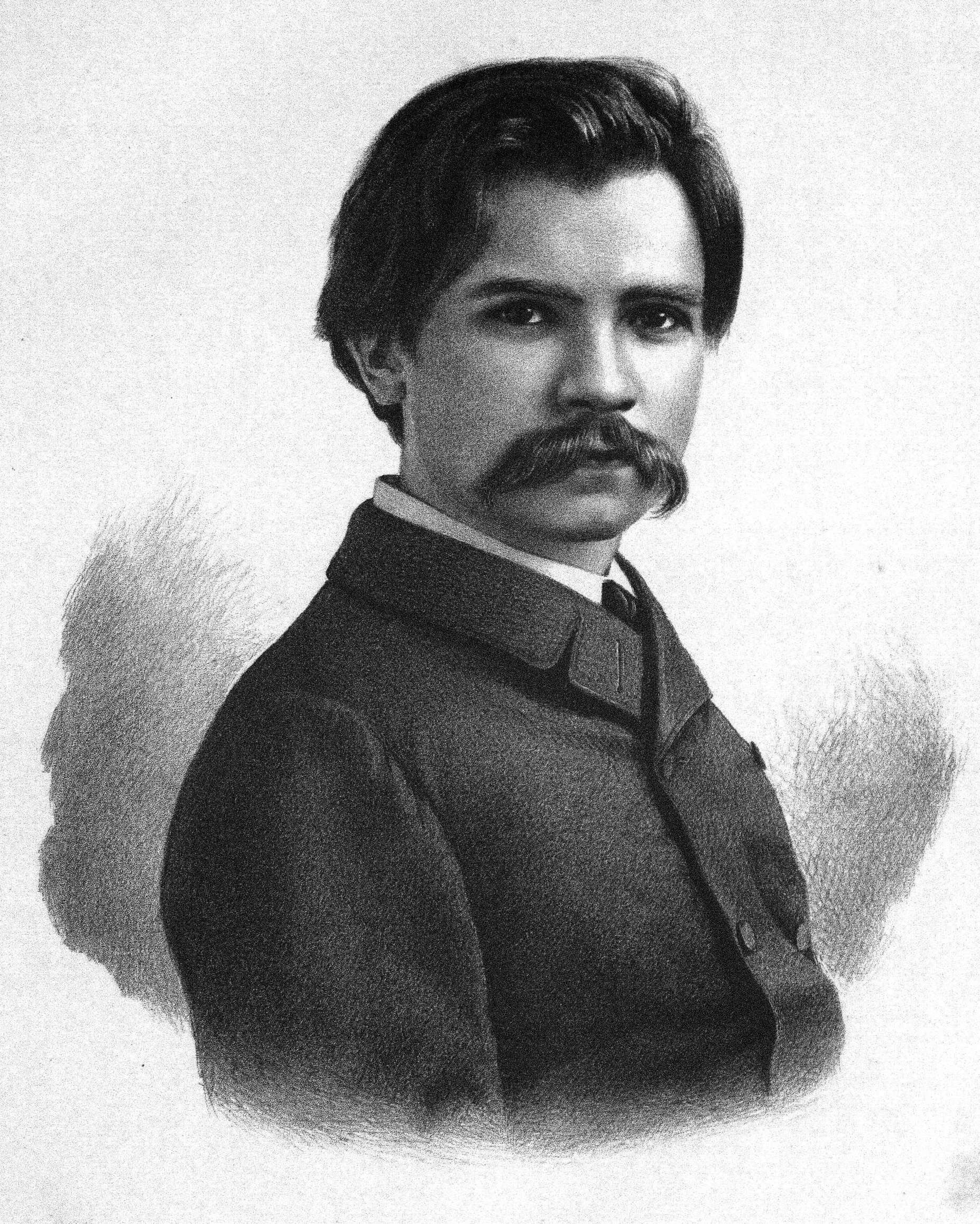
Eugen d'Albert 1894.

Der Rubin (Rubinen) är en musikalisk saga i två akter med musik av Eugen d'Albert efter sagan med samma namn av Friedrich Hebbel. Operan hade premiär den 12 oktober 1893 på  Hoftheater Karlsruhe.

## Personer
- Kalifen (Bas)
- Vesiren (Baryton)
- Domaren (Tenor)
- Asaf, en ung man (Tenor)
- Hakam, hans vän (Baryton)
- Irad, en gammal man (Bas)
- Rustan, bödel (Tenor)
- Soliman, en juvelerare (Baryton)
- Bedura (Sopran)

## Handling
Plats: Bagdad
Tid: Förgången tid

### Akt I
Den fattige fiskarsonen Asaf grälar med sin vän Hakam då denne har stulit. De skiljs åt. I en dröm ser han makt och ära. Vesiren förkunnar att kalifen kommer ge kronan till den som hittar den försvunna prinsessan Bedura. Juveleraren Soliman visar Asaf sina skatter. Asaf blir betagen i en rubin, tar den och vägrar lämna den åter. Domaren anländer tillsammans med bödeln och dömer honom till döden. I samma ögonblick uppenbarar sig gamlingen Irad. Han tar Asaf i handen och de både sjunker ned i underjorden.

### Akt II
Irad och Asaf befinner sig i underjordisk grotta. Gamlingen berättar att Asaf kommer få träffa prinsessan när han har kysst rubinen tre gånger, varpå han försvinner. Asaf gör så och Bedura uppenbarar sig. Hon berättar att en trollkarl, vars närmanden hon avvisade, hade förvandlat henne till rubinen. Hon tjusas av Asaf men hon kan inte berätta hur han ska kunna rädda henne - det måste han själv komma underfund med. Hon förvandlas tillbaka till en rubin och Asaf tar sig upp till Bagdad. Där träffar han på Hakam som girigt kräver att få rubinen. Asaf vägrar. Domaren för Asaf till kalifen. Asaf ska dö och dessutom överlämna rubinen. Han vägrar och kastar stenen i floden Tigris. Då uppenbarar sig Bedura och kramas om av sin lyckliga fader. Hon prisar Asaf som sin räddare, då denne kastade bort den dyrbara rubinen och förlöste henne från förbannelsen. Kalifen välsignar dotterns förlovning med Asaf, som bestiger tronen som den nya kalifen med hjälp av Irad.

### Allmänna källor
- Eugen d'Albert: Der Rubin. Musikalisches Märchen in 2 Aufzügen. Libretto. Breitkopf & Härtel, Leipzig um 1914 (urn:nbn:de:hebis:30-1096959).
- Charlotte Pangels: Eugen d’Albert: Wunderpianist und Komponist. Eine Biographie. Atlantis, Zürich/Freiburg i. Br. 1981, ISBN 3-7611-0595-9.